# Министерство на мините и подземните богатства
Министерството на мините и подземните богатства (ММПБ) е министерство в България, съществувало в периода 1948 – 1950 година.

## История
Създадено на 4 юни 1948 г. с указ № 902 въз основа на конституцията на Народна република България. В дейността му се включва планирането, ръководството и финансиране на проучвания на полезни изкопаеми, добиване, обогатяване и преработка на минерални горива, осигуряване на техническа безопасност на мините.
Структурата на министерството се състои от кабинет на министъра, административна служба, отдели – Кадри и техническо обучение, Инспекторат за техническа безопасност и следните отдели: Бюджетноконтролен, Планов, Производствен, Каптажи, минерални извори, кариери и солници, Финансово-стопански контрол, Снабдителен, Работническо снабдяване. На следващата година се закриват отделите Производствен, Каптажи, минерални извори, кариери и солници и Обогатяване на въглищата. Към министерството се създава Институт за техноложки проучвания и Ведомствен комитет за стандартизация, чиято цел е да одобрява стандартите на готовата продукция.
От 4 януари 1949 г. се прави реорганизация на министерството, като се създават централни ръководства, така наречените обединения, в които се включват минните предприятия според производствената си дейност. На 17 февруари 1950 г. министерството е слято с Министерство на индустрията и занаятите в Министерство на промишлеността с указ № 85.

## Списък

### Министри на мините и подземните богатства 1948 – 1950
| № | Име (Роден-Починал)            | Начало на мандата | Край на мандата  | Дни на упр. | Партия/Коалиция | Правителство |
| - | ------------------------------ | ----------------- | ---------------- | ----------- | --------------- | ------------ |
| 1 | Васил Павурджиев (1897 – 1948) | 11 декември 1947  | 5 януари 1948    | 25          | БКП             | 65           |
| 2 | Кирил Клисурски (1906 – 1992)  | 5 януари 1948     | 20 януари 1950   | 746         | БЗНС            | 65           |
| 3 | Антон Югов (1904 – 1991)       | 20 януари 1950    | 17 февруари 1950 | 28          | БКП             | 66           |